# 웨스트버지니아 대학교
웨스트버지니아 대학교(West Virginia University)는 미국 웨스트버지니아주 모건타운에 있는 4년제 공립 대학교이며 1867년에 첫 개교하였다.